# Vous lui direz
Albums de Mireille Mathieu
Mireille Mathieu chante Piaf
(1993) De tes mains
(2002)
 Vous lui direz  est un album de la chanteuse française Mireille Mathieu sorti en 1995 sous le label East West.
C'est le dernier album de Mireille Mathieu sorti sous un label lié à Claude Carrère.

## Chansons de l'album
1. Vous lui direz (Michel Jourdan/Noam Kaniel)
2. À la moitié de la distance (Claude Lemesle/Maxime Leforestier)
3. Entre lui et moi (Joëlle Kopf/Michel Amsellem)
4. Il va faire beau sur notre vie (Michel Jourdan/Noam Kaniel)
5. Loin de la ville où tu t'endors (Joëlle Kopf/Michel Amsellem)
6. On ne retient pas le temps (Michel Jourdan/Jean-Jacques Kravetz/Pascal Kravetz)
7. Essaye (Michel Jourdan/Noam Kaniel)
8. Une chanson signée je t'aime (Michel Jourdan/Jean-Jacques Kravetz /Pascal Kravetz)
9. Répondez-moi (Joëlle Kopf  -  Michel Amsellem)
10. C'était pas la peine (Michel Jourdan/Noam Kaniel)